# Kneistival
Kneistival is een pop- en rockfestival dat sinds 1986 jaarlijks in Knokke-Heist wordt georganiseerd. Het gratis festival vindt in juli plaats op het Heldenplein in Heist. De optredens worden gespreid over verschillende dagen; meestal worden er twee optredens per dag geprogrammeerd. Tot in 2004 werden er ook optredens gehouden op De Bolle, een pleintje in het centrum van Heist. Van 2005 tot 2008 vonden de optredens op de laatste dag plaats op het evenementenstrand van Duinbergen.

## Historiek

### 1986
Belgisch Thebaans Kwartet - Culminator Jazz Orkest - De Fancy Fair - Wurre Wurre - Groep Kasper - Leonardo Alalu - Hot Club - Tuney Tunes - Kiddeo - Het Stille Korps - Herb Mews & The Mules - De Santeboetiekshow - Two of a Kind

### 1987
De Peabody Brothers - Trio Marcucci, Masondo & Van Esbroeck - Het Brugs Dweilorkest - Het Combo Belge - Kindertheaterwerkgroep Jonna - Moet je'n Knal - The Booze Brothers - One Race - Les Quatres Bulles - Raymond Van Het Groenewoud

### 1988
Het Brugs Dweilorkest - The Crazy Blues Circus Theatre - Soulsister - Won Ton Ton - Kunstenmakerstheater Jan Rauh - The Covers - Dutchies Space Foundation - CD-Live - Tejater 'het Plan' - Black Diamond New Orleans Brassband - Big Bill - De Marino Basso Vendelzwaaiers - The B-Tunes - The Apple M-Brass Band - Waso Quartet - Zouzou Circus Theatre - LSP-Band

### 1989
Blue Blot - Elisa Waut - Mashed Potatoes - De Collegians Band - Maxwell Street - Theatre Du Bilboque - The Samantha Brothers - Ray Graham - Electric Ananas - La P'tite Fanfare - Sam Cooke Singers - Bart Peeters & The Radios - Het Brugs Dweilorkest - Johan Verminnen

### 1990
The King George Band - De Kreuners - The Shakers - The Laroids - The Scabs - Blue Valentine - Motown Head - Hugo Matthysen & De Bomen - Soulsister - Absolute Beginners

### 1991
Always Loved You - Tröckener Kecks - BJ Scott - Raymond Van het Groenewoud - Hideaway - Guido Belcanto - Plagiat Beatles - Pitti Polak - La Fille d'Ernest - Jo Lemaire - King Pleasure & The Biscuit Boys

### 1992
Katrina & The Waves - The Wolf Banes - Kid Safari - Tex - The Pink Flowers - Ralph Samantha - The Radios - Ship Of Dreams - Blue Blot - In Petto - Charles et Les Lulus

### 1993
LSP-Band - The Troggs - Moeders Mooiste - Mama's Jasje - His Royal Fume - Pop In Wonderland - Hans De Booij -Kris De Bruyne - Little Sister - The Dinky Toys - Gorky - The Scabs

### 1994
Brendan Croker & The Serious Offenders - Frank Boeijen - California Sunshine - Pitti Polak - Pieter-Jan De Smet - Roland - Khadja Nin - Axelle Red - Betty Goes Green - Noordkaap - The Healers - Blue Blot

### 1995
The Rockets - Peter Koelewijn & Gompie - Slagerij Van Kampen - Clement Peerens Explosition - Stuffed Babies On Wheels - Soapstone - The Trouble 3 - Big Bill - Pop In Wonderland - Shocking Blue - The Choice - Tröckener Kecks - BJ Scott - Tom Robinson Band

### 1996
Kid Coco - The Yahoos - Gorki - De Mens - The Serious Five - De Dolfijntjes - Novastar - Def Real - The Romans - Noordkaap - The Kids - Fischer-Z - Roland - Pieter-Jan De Smet - Luke Walter jr. (optreden geannuleerd wegens overlijden Luke Walter jr.) - Raymond Van Het Groenewoud

### 1997
Eden - Hoover - The Boerenzonen op Speed - The Bootleg Beatles - Bloem & Maarten Veldhuis - Kadril - Hideaway - Pieter-Jan De Smet - Belgian Asociality - ABN - Red Zebra - Sweater - Arno - Guy Swinnen & Groep - Steve Harley & Cockney Rebel

### 1998
Sunny Side Up - De Kreuners - The Big M's - The Royal Dutchdisco Philharmonic - Miran May - BJ Scott - Dirk Blanchart - Kris De Bruyne, Patrick Riguelle & Wigbert - Betty Goes Green - Gorki - ABN - Jane's Detd. - 't Hof van Commerce - Geena Lisa & the Allstars - The Stranglers

### 1999
Bram Vermeulen - Frank Boeijen - Sint Andries MC's - Extince - De Heideroosjes - Marjan Debaene - Kadril - Les Gazons Bleus - Pas Mal - Noordkaap - De Mens - Das Pop - Middle of the Road - Beverly Jo Scott - Arno

### 2000
Tröckener Kecks - Gorki - Osdorp Posse - Janez Detd. - Ambrozijn - Blue Horses - Roland - Kevin Coyne - Paranoiacs - Bob Geldof - Neeka - Tom Robinson - Tony & de Hangmatten - Mud

### 2001
Papermoon & Isabelle A - Made In Belgium - Belle Pérez - Angelico - Dilana Smith Band - Olla Vogala - Lula Pena - Patrick Riguelle & Jan Hautekiet - Roland & El Fish - The Kids - Monza - Mintzkov Luna - 10CC - Gruppo Sportivo - The Sweet

### 2002
Hard Times Revisited - Pieter-Jan De Smet - Kadril & Alumea - Wawadadakwa - Flip Kowlier - Camden - Red Zebra - Fence - Slade - Jamie Clarke's Perfect - The Levellers

### 2003
Spark - Les Truttes - Disengage - Severance - Flatcat - .calibre - Sanne - Johan Verminnen - Ambrozijn - Gabriel Yacoub - Fairport Convention - Alan Stivell - Luc Van Acker - Arid - Daan - Thé Lau - Vive La Fête - 't Hof van Commerce

### 2004
Sukilove - Admiral Freebee - Old Bastards - The Rubettes - Ambrozijn - Urban Trad - Bint - De Nieuwe Snaar - The Internationals - Flip Kowlier - Speedball Jr. - Peter Pan Speedrock - Heideroosjes - Yasmine - The Magnificent 5 - Speaking T - Praga Khan

### 2005
The Vibes - Suzi Quatro - SFP - Severance - Nailpin - 't Hof van Commerce - Lemon - Zornik - Dirk Blanchart - Monza - Stash - Sioen - Roland - Raymond Van Het Groenewoud - DJ6 - Stijn - Sven Van Hees - Daan - Squadra Bossa feat. Buscemi - Magnus - Vive La Fête

### 2006
Kisstory - ACtion in DC - Absynthe Minded - Metal Molly - Yevgueni - Gorki - Sweet Coffee - Leki - Mint - Krezip - Lalalover - The Nits - Hermanos Inglesos - Sven Van Hees

### 2007
Milow - Arid - Billie King - Dr. John - Captain Compost - Nailpin - Dog Eat Dog - The Belpop Bastards - Björn Again - Triggerfinger - A Brand - Stijn - Daan - Fixkes - 't Hof van Commerce

### 2008
Thou - The Van Jets - Tim Vanhamel - Zita Swoon - De La Vega - Janez Detd - The Animals - Jerboa - Zap Mama - Fun Lovin' Criminals - The Ballroomquartet - De Mens

### 2009
Kim Wilde - Level 42 - Freaky Age - Brahim - Lalalover - De Jeugd van Tegenwoordig - Tom Helsen - Sioen - Lady Linn and Her Magnificent Seven - Barbie Bangkok - Starfucker - Sweet Coffee - Stijn - Magnus

### 2010
Jasper Erkens - De Kreuners - Canned Heat - Team William - Zornik - Mintzkov - The Opposites - Meuris - Maudlin - Roadburg - Westerbergs & Heavy Hearts - Fixkes - Axelle Red - School is Cool - Kowlier - Landfill

### 2011
Gunz' n Rozes - Balthazar - Das Pop - Gabriel Rios - Blaute en Melaerts - The Sore Losers - De Jeugd van Tegenwoordig - Undefined - The Opposites - Daan - De Dolfijntjes XXL - Sherman - The Animals - Disco Enjoy

### 2012
The Scabs - Soulsister- Customs - Intergalactic Lovers - Bed Rugs - De Mens- The Hickey Underworld - Hannelore Bedert - Heideroosjes - The Wolf Banes - The Selecter - Superlijm - Gentlemen of Verona - Psycho 44 - Polaroid Fiction
- Willow

### 2013
Milk Inc. - The Hollies - The Rhythm Junks - De Kraaien - Postmen - Gers Pardoel - The Happy - Praga Khan - Maya's Moving Castle - The Van Jets - Les Truttes - Luc De Vos - Sarah Ferri - Spinvis - Marble Sounds - Zornik

### 2014
Diablo Blvd - Kosheen - Clouseau - Radio Guga - The Spectors - The Sore Losers - Compact Disk Dummies - Cowboys & Aliens - Zorro's Dirty Sister - Brihang - Renée - Dez Mona - Gorki - Sax The DJ - Arno

### 2015
Sugar & Cream - Five Days - Flip Kowlier - Kenji Minogue- Garcia Goodbye - Les Truttes - Ketnetband - Marco Z - Blaudzun - Suzanne Vega - Cajun Moon - The Levellers - Soviet Grass - Robbing Millions - Kensington - K's Choice - Discobar Galaxie

### 2016
Protection Patrol Pinkerton - Ertebrekers - De Jeugd van Tegenwoordig - Sioen - Noémie Wolfs - School is Cool - Ketnetband - Isbells - The Young Folk - The Proclaimers - Natalia - Cookies and Cream - Finez - De Staat - The Sore Losers - Jacle Bow - Radio Guga

### 2017
LA Jungle - Equal Idiots - The Subs - Alaska Gold Rush - Jett Rebel - Admiral Freebee - Ketnetband - Amongster - Tout Va Bien - SX - St. Grandson - Les Truttes - Robert - Meuris - De Dolfijntjes - The Devilles - George Baker ft. Reservoir Dogs Band - Only the Lonelies

### 2018
The Skadillacs - De Kreuners - Memphis Maniacs - Ketnetband - Portland - Faces on TV - Coasts - Milo Meskens - Gers Pardoel - Discobar Galaxie - King Hiss - Navarone - The Van Jets - Shuriken II - The Calicos -
Meskens in Motown - Danny Blue & The Old Socks - DeWolff - The Scabs - Discobar Lait Russe

### 2019
Rhea - Tjens Matic - CPEX - Ketnetband - Sun Gods - Danny Vera - Bootleg Beatles - OT - Laura Tesoro - Les Truttes - Black Leather Jacket - Sons - Heideroosjes - Tessa Dixon - DAAN - Rave van Fortuin - High Hi - Intergalactic Lovers - Vive La Fête - Discobar Lait Russe

### 2020 (geannuleerd)
Op 3 april 2020 besliste het schepencollege van Knokke-Heist de editie van 2020 te annuleren als gevolg van het coronavirus. 
Onderstaande namen waren toen reeds aangekondigd.
Froze - Goldband - Ketnetband - Bang Bang Romeo - Razorlight - The Lighthouse - The Dirty Daddies - Raymond Van het Groenewoud - Cleymans & Van Geel

### 2021 (geen editie)
In 2021 was er geen editie van Kneistival.  Na 35 jaar besloot men de stekker eruit te trekken, wegens de oplopende kosten van het festival.  In de plaats werd een nieuw festival georganiseerd in de tuin van cultuurcentrum Scharpoord, Fabriek Muziek.

### 2022
In 2022 wordt Kneistival terug nieuw leven ingeblazen, weliswaar in een ingekorte versie van drie dagen.  Ook vindt het festival het eerste weekend van juli plaats, in plaats van een volledige week in de tweede helft van juli.  
De line-up voor deze editie is:
Davina Michelle - Bart Peeters - Ketnetband - Yevgueni - Frank Boeijen - Les Truttes - MUSTII - Fischer-Z - 80's Verantwoord

### 2023
Mooneye - Radio Guga - Radio Botanique - Jasper Erkens - K's Choice - Willy on Tour - Kate Clover - Circa Waves - Zornik

### 2024
Iskander Moon -  Admiral Freebee - Thumpasaurus - Ketnetband - Green Crow Collective - De Mens - Hellmut Lotti Goes Metal - Jack Vamp & The Castle of Creep - Flemming - Les Truttes
|

### 2025 (aangekondigd)
Komodo -S10 - Compact Disk Dummies -Ketnetband- Sloper - Pelican Dealer - Bizkit Park - Goe vur in den otto - Dotan - Het Zesde Metaal -FC Bokken - The Muttons - Hairbaby - Belpop